# SN 2002cy
SN 2002cy – supernowa odkryta 8 maja 2002 w galaktyce NGC 1762. W momencie odkrycia miała maksymalną jasność 16,70m.